# Les Plains-et-Grands-Essarts
Les Plains-et-Grands-Essarts település Franciaországban, Doubs megyében. Lakosainak száma 211 fő (2022. január 1.). Les Plains-et-Grands-Essarts Courtefontaine, Fessevillers, Indevillers, Montandon, Soulce-Cernay és Trévillers községekkel határos.

## Népesség
A település népességének változása:
| Lakosok száma | 200  | 156  | 171  | 173  | 220  | 224  | 219  | 214  | 214  | 211  |
|               | 1968 | 1982 | 1990 | 2006 | 2013 | 2015 | 2017 | 2019 | 2020 | 2022 |